# Porcetum
Porcetum war eine römische Ortschaft (Vicus), die als Kult- und Pilgerstätte diente, auf dem Gebiet des heutigen Aachener Stadtteils Burtscheid in Nordrhein-Westfalen.

## Befunde und Funde

### Quellheiligtum
Im Bereich des heutigen Burtscheider Marktes wurden 1969 die Fundamente eines Nymphäums gefunden, das dem Apollo Grannus geweiht war.  In der Ostecke des 15 × 15 × 3 römische Fuß (etwa 4,5 × 4,5 × 0,9 m) großen Innenraums befand sich eine natürliche Quelle. Eine Treppe führt seitlich ins Gebäude. Ein entsprechender Altar aus lothringischem Kalkstein, der bereits 1957 bei Ausschachtungsarbeiten in der Rehaklinik Schwertbad entdeckt wurde, unterstreicht den kultischen Charakter des Nymphäums. Der Altar hat einen fünffach profilierten Sockel und ist 87,5 cm hoch und 57,0 cm breit. Sowohl die Inschrift des Latinius Macer, eines Primus Pilus der IX. Legion aus Verona, wie auch das zugehörige Reliefbild, das Apollo mit einer Kithara zeigt, belegen, dass er dem Gott Apollo (Grannus) geweiht war. Apollo ist sitzend dargestellt. Auf dem Rücken trägt er einen Bogen und einen Köcher.
Aufgrund der Truppenstationierung datieren Petrikovits und Nesselhauf den Altar auf die Zeit von  108 bis vor 119 n. Chr.
| Inschrift | Übersetzung |
| --- | --- |
| L(ucius) Latinius L(uci) f(ilius) Publilia (tribu) / Macer Ver(ona) p(rimus) p(ilus) Leg(ionis) VIIII Hisp(anae) / praef(ectus) castr(orum) pro se et suis / Apollini / v(otum) s(olvit) l(ibens) m(erito). | Lucius Latinius Macer, Sohn des Lucius, aus der tribus Publilia, geboren in Verona, Primus Pilus der 9. Legion Hispana, Lagerkommandant, hat für sich und seine Angehörigen dem Gott Apollo das Gelöbnis freudig und nach Gebühr eingelöst. |

Ergänzt wird der Befund durch den Fund eines kleinen, 36,0 cm hohen Nymphenaltars aus dem 2./3. Jahrhundert mit einer Dankesinschrift auf der Vorderseite.
| Inschrift                                                                                 | Übersetzung |
| ----------------------------------------------------------------------------------------- | --- |
| Nymphis / Marcia / Vangionis / li(berta) Verec/unda v(otum) / s(olvit) l(ibens) m(erito). | Den Nymphen hat Marcia Verecunda, die Freigelassene des Vangio, ihr Gelöbnis freudig und nach Gebühr eingelöst. |

Neben weiteren Kleinfunden stammen aus dem Bereich des Quellhauses zwölf Fragmente einer lebensgroßen Frauenstatuette, die stilistisch vor 70 n. Chr. datiert wird.
Bei der Ausgrabung wurden auch Reste einer steinernen Frischwasserleitung, die nach Aquae Granni (Aachen) führte, gefunden. Der weitere Verlauf dieser Leitung wurde 2019 durch einen Fund in der Lothringerstraße ermittelt.

### Thermen
Bei der Erneuerung von Versorgungsleitungen wurden 2009 am Burtscheider Markt Reste eines römischen Stufenbeckens gefunden. In diesem Zusammenhang fiel auf, dass bereits 1903 im selben Bereich eine runde Stufenanlage entdeckt und als römerzeitlich angesprochen worden war. Dieser Ansatz war jedoch in der späteren Literatur nicht weiterverfolgt, sondern der Befund stattdessen in „neuzeitlich“ umdatiert worden. Nach der jüngeren Entdeckung erfolgte ein neuer Interpretationsansatz, zumal schon Leo Hugot 1962 rund 100 Meter nördlich der Quellfassung zwei Räume mit wasserfestem Estrich (opus signinum) und Sinterablagerungen untersucht hatte und ein weiterer Befund auf der Dammstraße in denselben Kontext zu fallen scheinen. Alle genannten Befunde werden nun als Bestandteile einer oder mehrere Thermen betrachtet. Das keramische Fundmaterial lässt die Anlage auf das erste Jahrhundert datieren, möglicherweise wurde sie zeitgleich mit den Büchelthermen der Aachener Innenstadt errichtet. Der Betrieb der Thermalbäder wurde möglicherweise nach der Mitte des dritten Jahrhunderts aufgegeben, da keine spätrömischen Funde vorliegen und die jüngsten, dendrochronologisch gewonnenen Daten aus den Jahren 250/251 stammen.

## Denkmalschutz
Der Bereich des vicus ist ein Bodendenkmal nach dem Gesetz zum Schutz und zur Pflege der Denkmäler im Lande Nordrhein-Westfalen (Denkmalschutzgesetz – DSchG). Nachforschungen und gezieltes Sammeln von Funden sind genehmigungspflichtig, Zufallsfunde an die Denkmalbehörden zu melden.